# Péter-hegy
A Péter-hegy egy 238 méter magas hegy a Dunazug-hegyvidéken, a Pilis hegységben, amelynek egyik legkeletebbi és egyben legdélebbi elhelyezkedésű magaslata. Legmagasabb pontja Budapest és Üröm közigazgatási határán található, amely határvonal ezen a szakaszon csaknem pontosan kelet-nyugati irányú, így a hegy északi lejtői Üröm, déli lejtői pedig a fővárosi III. kerületi Csillaghegy területére futnak le.

## Leírása
A Péter-hegy keleti részén helyezkedett el az egykori Csillaghegyi téglagyár és annak viszonylag nagy kiterjedésű agyagbányája, amit a gyár megszűnése óta rekultiváltak. (A helyén lakópark épült.) Szintén a hegy tömbjének keleti részén (illetve a szomszédos Róka-hegy tömbjének déli részén) fakadnak azok a források is, amelyek a Csillaghegyi Árpád Forrásfürdő és Székely Éva Uszoda nevű komplexumot táplálják.
A Péter-hegy a névadója a III. kerület Péterhegy városrészének, amelyhez a hegy déli lankáin húzódó utcák és az ott kialakult, zömmel külterületi jellegű ingatlanok tartoznak; valamint Ürömön a Péterhegyi-lakóparknak.

## Barlangjai
- Amfiteátrum-barlang – 294 méter hosszú és 76 méter mély, fokozottan védett barlang, egy időben a Pilis legmélyebb barlangjaként tartották számon. Engedéllyel látogatható.
- Amfiteátrum 2. sz. barlang – 15 méter hosszú és 6,5 méter mély üreg a Csókavári-kőfejtőben. Engedéllyel látogatható.
- Amfiteátrum 5. sz. barlang – 9 méter hosszú és 5 méter függőleges kiterjedésű üreg, lezárt magánterületen nyílik.
- Amfiteátrum 7. sz. barlang – 3,5 méteres hosszú, 2 méter mély üreg, engedéllyel bejárható.
- Amfiteátrum 8. sz. barlang – kötéltechnikával elérhető bejáratú, 2,5 méteres hosszúságú, 0,5 méter függőleges kiterjedésű üreg, engedéllyel bejárható.
- Amfiteátrum 10. sz. barlang – 9 méter hosszú, 2,8 méter mélységű, lezáratlan barlang, amely engedéllyel látogatható.
- Csókavári-barlang – jelenleg ismert kiterjedésében 285 méter hosszú és 65 méter mély barlang, a Pilis legmélyebb barlangjai közé tartozik; feltételezések szerint a hossza az 500 métert is meghaladhatja. Több, régen különálló barlang (Amfiteátrum 3. sz. barlang, Amfiteátrum 4. sz. barlang, Amfiteátrum 9. sz. barlang, Porhintő-barlang) összekötésével jött létre, a Csókavári-kőfejtő hatalmas és költséges kármentesítési projektje során. Bejáratai le vannak zárva, látogatása a barlangászok számára is csak vegyvédelmi felszereléssel ajánlott.
- Ürömi Kongó-barlang – Az ürömi Péterhegyi u. 1. szám fölötti kőfejtőben feltárt, 20 méteres hosszúságú, 12,7 méteres mélységű barlang volt, amelyet ma már megsemmisültnek tekintenek.